# François de Troy
François de Troy (født  1645 i Toulouse, død 21. november 1730 i Paris) var en fransk kunstner. Han var søn af Nicolas de Troy og far til Jean-François de Troy. 
de Troy malede under stærk Italiensk påvirkning og "forenede den romerske, lombardiske og flamske skoles gode egenskaber". Han malede, i tilknytning til Rigaud og Largillière, en mængde portrætter og var især hofdamernes foretrukne gengiver. I museet i Toulouse ses Magdalene, i museet i Orleans Loth og døtre. Som hans hovedværk anfører Ernst Goldschmidt ("Fransk Malerkunst", 1924) museets i Grenoble Dame, barn og amme, der ved siden af den sædvanlige ynde har en sjælden storhed og bredde i malemåden. 